# Orthocladius maurus
Orthocladius maurus är en tvåvingeart som först beskrevs av Jean-Jacques Kieffer 1918.  Orthocladius maurus ingår i släktet Orthocladius och familjen fjädermyggor.
Artens utbredningsområde är Tunisien. Inga underarter finns listade i Catalogue of Life.